# Silent Rage (banda)
Silent Rage es una banda de hair metal formada en 1985 en Los Ángeles, California por Timmy James Reilly y por el ex White Tiger, Brian James Fox. Silent Rage se reagruparon en el año 2001.

## Historia
Silent Rage se formó en 1985 en Los Ángeles y debutó en el mismo año apareciendo en la compilación Pure Rock con la canción "Make It Or Break It". Gracias a esta pista, la banda se hizo notar por Chameleon Records con la que pronto concluyeron un contrato de grabación. Su debut discográfico tuvo lugar en 1987 con el álbum Shattered Hearts, producido por el conocido Paul Sabu, quien también contribuyó a la composición de algunas canciones. Sabu había construido una excelente reputación como compositor y productor, así como como artista dentro de la AOR, sin embargo, su popularidad no se reflejó en sus registros de ventas. Después de los moderados éxitos del debut, el grupo llamó la atención del talentscout y el líder de Kiss, Gene Simmons, quien los convenció de firmar un contrato para su sello, Simmons Records (distribuido por RCA ) en agosto de 1988 . El baterista Jerry Grant pronto fue reemplazado por el exmiembro de White Tiger (ex banda de Kiss Mark St. John) Brian James Fox. Además, el cantante Timmy James Reilly cambió su nombre a Jesse Damon. En este punto, Simmons intentó proponer un cambio de nombre a la banda, recomendando nombres como Hunger o Eight Ball. Esto último era como una obsesión para Gene, tanto es así que también había intentado engancharlo al grupo japonés de heavy metal EZO, también bajo su dirección. Los californianos optaron por el nombre Hambre, antes de darse cuenta de que el título ya había sido tomado. Finalmente, recuperaron el nombre de Silent Rage, después de que surgieran algunos problemas con su sello anterior, Chameleon. Mientras tanto, participaron en algunas giras junto a Kingdom Come y Black Sabbath.
El segundo álbum, Don't Touch Me There, lanzado en 1990 (cuya portada mostraba el torso de Damon) fue producido, por consejo de Simmons, nuevamente por Paul Sabu. Esto se debe a que Simmons había apreciado la fórmula utilizada para el debut que había producido. Pat Regan y Mikey Davis también participaron en la producción del álbum. Simmons también recomendó proponer la reinterpretación de Electric Light Orchestra "Can't Get Her Out Of My Head". Las canciones fueron compuestas por Damon y Simmons. Don't Touch Me There consiguió un buen éxito, y de ahí se extrajo el hit " Rebel With A Cause "", luego se emitió en MTV . Además, el disco alcanzó el primer lugar en las listas de importación en Europa . Después de que RCA rompió los acuerdos con Simmons Records, Silent Rage se disolvió por un período y se embarcó en otros proyectos.
EJ y Mark tocaron en una banda de covers llamada Band-X. Jesse Damon se dedicó a una carrera en solitario pero mantuvo viva la relación con Gene Simmons quien lo hizo participar en algunas composiciones de los álbumes Kiss Revenge y Psycho Circus.

### Reunión
Después de más de una década de silencio, Silent Rage se reformó en 2001 y anunció planes para lanzar dos álbumes para Z Records . Hawkins, Curcio y Damon participaron en las grabaciones del nuevo álbum Still Alive , lanzado en 2002 y producido por Bob Ezrin (Kiss, Alice Cooper , Pink Floyd ). Al mismo tiempo, Z Records relanzó sus viejos álbumes. Jesse Damon lanzó su debut en solitario The Hand That Rocks en noviembre de 2002 . Según la tradición, este disco también contenía una pista escrita con Gene Simmons titulada " Everybody Loves Somebody", y también vio a Paul Sabu en producción. Luego siguió el álbum" Nothin 'Else Matters ", nuevamente lanzado por Z Records.
Silent Rage aún continúa la actividad en Los Ángeles y en todo el mundo. La banda ha tocado recientemente en algunos shows con Dokken , Jackyl y LA Guns , y en otras partes del mundo, como algunos festivales en Inglaterra y Alemania . Durante septiembre de 2007 se anuncia que Silent Rage firmará con el sello italiano Frontiers Records para un nuevo álbum. Las pistas fueron producidas bajo la producción del guitarrista de Guns N ' Roses y Rock Star Supernova Gilby Clarke en Redrum Recording Studios en Los Ángeles. El álbum, titulado por Four Letter Word , vio la luz en 2008 .

## Formación

### Actual
- Timmy James Reilly - Voz, Guitarra
- EJ Curcio - Bajo, Voz
- Mark Hawkins - Guitarra rítmica
- Rodney Pino - Batería

### Antiguos componentes
- Jerry Grant - Batería
- Brian James Fox - Batería

## Discografía
- 1987 - Shattered Hearts
- 1989 - Don't Touch Me There
- 2002 - Still Alive
- 2008 - Four Letter Word